# Why (EP)
Pour les articles homonymes, voir Why.
Albums de Taeyeon
I
(2015) This Christmas : Winter Is Coming
(2017)
Singles
1. Starlight
Sortie : 25 juin 2016
2. Why
Sortie : 28 juin 2016

 Why  est le second mini-album de la chanteuse sud-coréenne Taeyeon, sorti le 28 juin 2016 sous SM Entertainment.

## Promotion
Taeyeon a commencé son cycle de promotion pour Why sur les programmes de classements musicaux sud-coréens le 1er juillet 2016. Sa première tournée de concerts nommée Butterfly Kiss s'est respectivement tenue à Séoul et Busan en juillet et août 2016.

## Réception et critique
Chester Chin de The Star a donné à l'album une note de 8 sur 10.

## Liste des pistes
| 1.    | Why                           | Jo Yoon-kyung           | LDN Noise, Lauren Dyson, Rodnae "Chikk" Bell                                                      | 3:27 |
| 2.    | Starlight (featuring Dean)    | Lee Seu-ran             | Jamil "Digi" Chammas, Taylor Mckall, Tay Jasper, Adrian McKinnon, Leven Kali, Sara Forsberg, MZMC | 3:43 |
| 3.    | Fashion                       | Kim In-hyung            | LDN Noise, Marissa Shipp, Brittany Mullen                                                         | 3:12 |
| 4.    | Hands on Me                   | Yorkie, Ryu Woo         | Harvey Mason Jr., Damon Thomas, Dewain Whitmore, Michael "Mike J" Jiminez                         | 3:48 |
| 5.    | Up & Down (featuring Hyoyeon) | Lee Seu-ran, Kim Min-ji | Ylva Dimberg, Herbie Crichlow, Hayden Chapman, Greg Bonnick                                       | 2:53 |
| 6.    | Good Thing                    | Jung Joo-hee            | LDN Noise, Alice Sophie Penrose, Carolyn Jordan                                                   | 2:57 |
| 7.    | Night                         | Ryu Woo, Yorkie         | Im Kwang-wook, Ryan Kim, Chase, Amanda Moseley                                                    | 3:13 |
| 23:13 |                               |                         |                                                                                                   |      |

## Classement
| Classement (2016)                 | Meilleure position |
| --------------------------------- | ------------------ |
| Japanese Albums (Oricon)          | 30                 |
| South Korean Albums (Gaon)        | 1                  |
| US World Albums (Billboard)       | 2                  |
| US Heetseekers Albums (Billboard) | 15                 |
| US Independent Albums (Billboard) | 48                 |

## Ventes
| Pays                | Ventes          |
| ------------------- | --------------- |
| Corée du Sud (Gaon) | Plus de 103 784 |
| Japon (Oricon)      | Plus de 5 235   |

## Historique de sortie
| Pays         | Date         | Format                       | Label                      | Référence |
| ------------ | ------------ | ---------------------------- | -------------------------- | --------- |
| Corée du Sud | 28 juin 2016 | CD, téléchargement numérique | SM Entertainment, KT Music | [ 11 ]    |
| Monde entier | 28 juin 2016 | Téléchargement numérique     | SM Entertainment           | [ 12 ]    |